# 75大道車站
75大道車站（英語：75th Avenue station），原名「75大道-清教徒大道車站」（英語：75th Avenue–Puritan Avenue station）是紐約地鐵IND皇后林蔭路線的一個慢車地鐵站，位於皇后區森林小丘75大道及皇后林蔭路，設有F線（任何時候停站）、E線（任何時候停站（繁忙時段除外））列車服務。
車站在1936年12月31日作為獨立地鐵系統皇后林蔭路線其中一站啟用。此站的開業對鄰近的森林小丘社區帶來顯著增長，並將它原本的安靜住宅區轉變為活躍的人口集中地。

## 車站結構
| G           | 街道層             | 出入口                                                                             |
| B1          | 夾層               | 閘機、詢問處                                                                       |
| B2 月台層   | 側式月台，右側開門 | 側式月台，右側開門                                                                 |
| B2 月台層   | 南行               | 週末時往世界貿易中心（森林小丘-71大道） · 往康尼島-斯提威爾大道（森林小丘-71大道） |
| B2 月台層   | 南行快速           | 平日不停靠                                                                         |
| B2 月台層   | 北行快速           | 平日不停靠                                                                         |
| B2 月台層   | 北行               | 週末時往牙買加中心（克猶花園-聯合公路） · 往牙買加-179街（克猶花園-聯合公路）      |
| B2 月台層   | 側式月台，右側開門 |                                                                                    |
| B3 下層軌道 | 車廠軌道           | 無服務                                                                             |
| B3 下層軌道 | 車廠軌道           | 無服務，供 總站列車使用                                                            |
| B3 下層軌道 | 車廠軌道           | 無服務，供 總站列車使用                                                            |
| B3 下層軌道 | 車廠軌道           | 無服務                                                                             |

此慢車站設有兩個側式月台和四條軌道。F線列車任何時候都停站，而E線在平日以中央兩條快車軌道通過此站（往曼哈頓方向約在上午6時至下午6時，往牙買加方向約在上午7時半至下午7時45分）。

## 外部連結
- 维基共享资源上的相關多媒體資源：75大道車站
- Track map of the area（页面存档备份，存于）, from nycsubway.org
- 75th Avenue entrance from Google Maps Street View（页面存档备份，存于）
- 75th Road entrance from Google Maps Street View（页面存档备份，存于）
- Platforms from Google Maps Street View （页面存档备份，存于）